# Klabat
Der Klabat ist der höchste Vulkan auf der indonesischen Insel Sulawesi. Er liegt in der Provinz Sulawesi Utara östlich der Stadt Manado. Ein 170 mal 250 Meter großer flacher See befindet sich in seinem Krater. In historischer Zeit ist kein Ausbruch dokumentiert, es gibt aber Berichte über Fumarolenaktivitäten.